# Andy King (cầu thủ bóng đá, sinh năm 1970)
Andrew John King (sinh ngày 30 tháng 3 năm 1970) là một cựu cầu thủ bóng đá người Anh.

## Sự nghiệp
King bắt đầu sự nghiệp với Reading vào tháng 6 năm 1988 sau khi vượt qua đội trẻ và thi đấu một trận ở mùa giải 1988-89. Ông chuyển sang Oxford City sau khi rời Reading năm 1989.